# Liga Femenina 2 de baloncesto 2023-24
La Liga Femenina 2 de baloncesto 2023-24, fue la 23.ª temporada de la tercera máxima competición de clubes femeninos de baloncesto en España organizada por la Federación Española de Baloncesto.

## Formato
En esta temporada participaron 28 equipos divididos en dos grupos (A y B).
La competición se dividió en dos partes, liga regular y fase final.
En la liga regular los equipos de cada grupo jugaron todos contra todos en partidos de ida/vuelta en 26 jornadas.
En la fase final, los cuatro primeros de cada grupo tras finalizar la liga regular, se dividieron en dos grupos de cuatro equipos, dos del grupo A y 2 del grupo B según el orden de clasificación. La fase final se disputó en sede única, con liga regular a una sola vuelta, todos contra todos, dentro de cada grupo. En las semifinales jugaron el 1.º de cada grupo contra el 2.º del otro, los dos vencedores ascendieron a la Liga Femenina Challenge.
Los tres últimos de cada grupo en la liga regular descendieron a cada correspondiente grupo de la 1.ª División Femenina.

## Clubs participantes
Un total de 28 equipos compitieron en la liga, 18 equipos de la temporada 22-23, 8 equipos ascendidos de 1.ª División Femenina y 2 equipos descendidos, uno de la Liga Femenina Challenge 2022-23 (Iraugi SB) y otro que la temporada anterior estaba en la Liga Femenina 22-23 (CDB Clarinos Tenerife).

### Grupo A
| Club                                               | Pabellón                                | Ciudad                     |
| -------------------------------------------------- | --------------------------------------- | -------------------------- |
| Tenerife La Laguna Clarinos                        | Pabellón Ríos Tejera                    | San Cristóbal de la Laguna |
| Hierros Díaz Miralvalle Plasencia                  | Pabellón Ciudad Deportiva de Plasencia  | Plasencia                  |
| Segle XXI                                          | Direcció General de L'Esport            | Esplugas de Llobregat      |
| C.B. Arxil                                         | Pabellón CGTD (Estadio de la Juventud)  | Pontevedra                 |
| Homs U.E. Mataró - Femení Maresme                  | Pavelló d'Esports Josep Mora            | Mataró                     |
| Mariscos Antón Cortegada                           | Pabellón Municipal Fontecarmoa 2        | Villagarcía de Arosa       |
| Mipelletymas B.F. León                             | Pabellón San Esteban                    | León                       |
| GEiEG                                              | Pavelló LLuís Bachs                     | Gerona                     |
| Magec Tías Lanzarote Contra la Violencia de Género | Pabellón Municipal de Tías              | Tías                       |
| Westfield Glories C.B. Grup Barna                  | Pavelló Poliesportiu Municipal Nau Clot | Barcelona                  |
| Maristas Coruña                                    | Polideportivo Colexio Maristas          | La Coruña                  |
| ADBA Sanfer                                        | Complejo Deportivo Avilés               | Avilés                     |
| Náutico Tenerife ULL                               | Pabellón RC Náutico Tenerife            | Santa Cruz de Tenerife     |
| Ponce Ginemédica Valladolid                        | Polideportivo Lalo García               | Valladolid                 |

(  Ascensos/Descensos de la temporada anterior 2022-23)

### Grupo B
| Club                                    | Pabellón                            | Ciudad                |
| --------------------------------------- | ----------------------------------- | --------------------- |
| Domusa Teknik ISB                       | Polideportivo de Azkoitia           | Azcoitia              |
| Fustecma NBF Castelló                   | Pabellón Municipal Grapa            | Castellón             |
| Unilever Viladecans Dishelec65          | Pavelló Atrium Viladecans           | Viladecans            |
| Bosonit Unibasket                       | Palacio de los Deportes de La Rioja | Logroño               |
| Basket Almeda                           | Pavelló Almeda                      | Cornellá de Llobregat |
| Robles Força Lleida                     | Pavelló Barris Nord                 | Lérida                |
| Gardenstore Baloncesto Sevilla Femenino | Centro Deportivo Amate              | Sevilla               |
| Aranguren Mutilbasket                   | Polideportivo UPNA                  | Pamplona              |
| HGB Ausarta Barakaldo E.S.T.            | Polideportivo Lasesarre             | Baracaldo             |
| Itesal Femenino Alcorcón                | Pabellón Pista Central-La Canaleja  | Alcorcón              |
| Ibaizabal                               | Polideportivo Urreta                | Galdacano             |
| CEEB Tordera Unigirona                  | Pavelló Municipal de Fontajau       | Gerona                |
| Azulejos Moncayo Helios                 | Pabellón C.N. Helios                | Zaragoza              |
| Port Management CB Andratx              | Palau Municipal d'Esports           | Andrach               |

(  Ascensos/Descensos de la temporada anterior 2022-23)

## Liga regular

### Grupo A
|                                                                     | Equipo                                             | Puntos | J  | G  | P  | PF   | PC   | DP   |
| ------------------------------------------------------------------- | -------------------------------------------------- | ------ | -- | -- | -- | ---- | ---- | ---- |
| 1                                                                   | Segle XXI                                          | 51     | 26 | 25 | 1  | 1963 | 1367 | 596  |
| 2                                                                   | Hierros Díaz Miralvalle Plasencia                  | 48     | 26 | 22 | 4  | 1754 | 1484 | 270  |
| 3                                                                   | C.B. Arxil                                         | 44     | 26 | 18 | 8  | 1718 | 1576 | 142  |
| 4                                                                   | Mipelletymas BF León                               | 42     | 26 | 16 | 10 | 1716 | 1591 | 125  |
| 5                                                                   | Maristas Coruña                                    | 41     | 26 | 15 | 11 | 1750 | 1653 | 97   |
| 6                                                                   | Mariscos Antón Cortegada                           | 41     | 26 | 15 | 11 | 1547 | 1514 | 33   |
| 7                                                                   | U.E. Mataró - Femení Maresme                       | 39     | 26 | 13 | 13 | 1557 | 1540 | 17   |
| 8                                                                   | GEiEG                                              | 38     | 26 | 12 | 14 | 1599 | 1613 | -14  |
| 9                                                                   | Náutico Tenerife ULL                               | 36     | 26 | 10 | 16 | 1601 | 1740 | -139 |
| 10                                                                  | Magec Tías Lanzarote Contra la Violencia de Género | 36     | 26 | 10 | 16 | 1483 | 1585 | -102 |
| 11                                                                  | Ponce Ginemédica Valladolid                        | 35     | 26 | 9  | 17 | 1552 | 1749 | -197 |
| 12                                                                  | ADBA Sanfer                                        | 32     | 26 | 6  | 20 | 1426 | 1674 | -248 |
| 13                                                                  | Westfield Glories C.B. Grup Barna                  | 32     | 26 | 6  | 20 | 1495 | 1672 | -177 |
| 14                                                                  | Tenerife La Laguna Clarinos                        | 31     | 26 | 5  | 21 | 1362 | 1765 | -403 |
| Fuente: Federación Española de Baloncesto; actualización automática |                                                    |        |    |    |    |      |      |      |

### Grupo B
|                                                                     | Equipo                                  | Puntos | J  | G  | P  | PF   | PC   | DP   |
| ------------------------------------------------------------------- | --------------------------------------- | ------ | -- | -- | -- | ---- | ---- | ---- |
| 1                                                                   | HGB Ausarta Barakaldo E.S.T.            | 52     | 26 | 26 | 0  | 2112 | 1539 | 573  |
| 2                                                                   | Fustecma NBF Castelló                   | 46     | 26 | 20 | 6  | 1702 | 1468 | 234  |
| 3                                                                   | Domusa Teknik ISB                       | 45     | 26 | 19 | 7  | 1828 | 1574 | 254  |
| 4                                                                   | Bosonit Unibasket                       | 43     | 26 | 17 | 9  | 1587 | 1506 | 81   |
| 5                                                                   | Unilever Viladecans Dishelec65          | 42     | 26 | 16 | 10 | 1672 | 1596 | 76   |
| 6                                                                   | Itesal Femenino Alcorcón                | 41     | 26 | 15 | 11 | 1731 | 1695 | 36   |
| 7                                                                   | Gardenstore Baloncesto Sevilla Femenino | 41     | 26 | 15 | 11 | 1657 | 1665 | -8   |
| 8                                                                   | Robles Força Lleida                     | 38     | 26 | 12 | 14 | 1715 | 1742 | -27  |
| 9                                                                   | Aranguren Mutilbasket                   | 36     | 26 | 10 | 16 | 1499 | 1660 | -161 |
| 10                                                                  | CEEB Tordera Unigirona                  | 36     | 26 | 10 | 16 | 1545 | 1700 | -155 |
| 11                                                                  | Ibaizabal                               | 34     | 26 | 8  | 18 | 1515 | 1599 | -84  |
| 12                                                                  | Basket Almeda                           | 33     | 26 | 7  | 19 | 1417 | 1564 | -147 |
| 13                                                                  | Port Management CB Andratx              | 31     | 26 | 5  | 21 | 1502 | 1706 | -204 |
| 14                                                                  | Azulejos Moncayo Helios                 | 28     | 26 | 2  | 24 | 1394 | 1862 | -468 |
| Fuente: Federación Española de Baloncesto; actualización automática |                                         |        |    |    |    |      |      |      |

## Fase final

### Grupo 1
| | Equipo                            | Puntos | J | G | P | PF  | PC  | DP  |
| --- | --------------------------------- | ------ | - | - | - | --- | --- | --- |
| 1 | Domusa Teknik ISB                 | 6      | 3 | 3 | 0 | 169 | 148 | 21  |
| 2 | Fustecma NBF Castelló             | 5      | 3 | 2 | 1 | 175 | 161 | 14  |
| 3 | Hierros Díaz Miralvalle Plasencia | 4      | 3 | 1 | 2 | 186 | 184 | 2   |
| 4 | Maristas Coruña                   | 3      | 3 | 0 | 3 | 150 | 187 | -37 |
| Fuente: Federación Española de Baloncesto: Clasificación de la Liga Femenina 2; actualización automática |                                   |        |   |   |   |     |     |     |

### Grupo 2
| | Equipo                       | Puntos | J | G | P | PF  | PC  | DP  |
| --- | ---------------------------- | ------ | - | - | - | --- | --- | --- |
| 1 | Mipelletymas BF León         | 6      | 3 | 3 | 0 | 218 | 197 | 21  |
| 2 | C.B. Arxil                   | 4      | 3 | 1 | 2 | 198 | 203 | -5  |
| 3 | Bosonit Unibasket            | 4      | 3 | 1 | 2 | 191 | 195 | -4  |
| 4 | HGB Ausarta Barakaldo E.S.T. | 4      | 3 | 1 | 2 | 185 | 197 | -12 |
| Fuente: Federación Española de Baloncesto: Clasificación de la Liga Femenina 2; actualización automática |                              |        |   |   |   |     |     |     |

### Partidos para el ascenso
| Equipo 1             | Resultado | Equipo 2              |
| -------------------- | --------- | --------------------- |
| Domusa Teknik ISB    | 55-40     | C.B. Arxil            |
| Mipelletymas BF León | 70-73     | Fustecma NBF Castelló |

## Postemporada
Ascendieron a Liga Femenina Challenge:
- Domusa Teknik ISB (Campeonas).
- Fustecma NBF Castelló (Subcampeonas).
- CB Arxil (al ocupar la vacante por la renuncia del  Embutidos Pajariel Bembibre PDM).[9]
- Horbisa Spirit Greenkw Barakaldo (al ocupar vacantes).

Descendieron de Liga Femenina Challenge:
- Talenom Boet Mataró.
- Picken Claret (renunció a la Liga Femenina Challenge).[10]
- (  Lima-Horta Barcelona no descendió al ocupar la vacante por la renuncia del  Picken Claret).
- (  Vantage Towers Alcobendas renunció  a la Liga Femenina Challenge y se inscribió en Primera División Fem).[11]

Descendieron a Primera División Fem:
- Azulejos Moncayo Helios.
- Tenerife La Laguna Clarinos.
- Westfield Glories C.B. Grup Barna.
- (  Port Management CB Andratx,  ADBA Sanfer y  Basket Almeda también en posiciones de descenso, mantuvieron la categoría al ocupar vacantes).

Ascendieron desde Primera División Fem:
- CB Terralfàs Delfín Natura Sr F Groc.
- DPES CB Ciudad de Móstoles.
- Mondragon Unibersitatea.
- Vega Lagunera Toyota Adareva Tenerife B.
- CD Granada Mas Baloncesto.
- (  CE Joventut L'Hospitalet renunció al ascenso).